# Grallaria
A Grallaria a madarak osztályának verébalakúak (Passeriformes) rendjébe és a hangyászpittafélék (Grallariidae) családjába tartozó nem.

## Rendszerezésük
A nemet Vieillot, 1816-ban, az alábbi fajok tartoznak ide:
- pikkelyes hangyászpitta (Grallaria squamigera)
- Grallaria excelsa
- óriás-hangyászpitta (Grallaria gigantea)
- Grallaria griseonucha
- Grallaria haplonota
- Grallaria alleni
- pikkelyeshátú hangyászpitta (Grallaria guatimalensis)
- Grallaria chthonia
- Grallaria varia
- Grallaria eludens
- Grallaria dignissima
- Grallaria ridgelyi
- Grallaria nuchalis
- Grallaria carrikeri
- Grallaria albigula
- Grallaria ruficapilla
- piroslábú hangyászpitta (Grallaria watkinsi)
- Grallaria flavotincta
- Grallaria bangsi
- Grallaria kaestneri
- Grallaria fenwickorum vagy Grallaria urraoensis
- Grallaria milleri
- Grallaria quitensis
- Grallaria hypoleuca
- Grallaria erythroleuca
- Grallaria erythrotis
- Grallaria przewalskii
- Grallaria capitalis
- csíkosfejű hangyászpitta (Grallaria andicolus vagy Grallaria andicola)
- Grallaria rufocinerea
- Grallaria rufula
- Grallaria blakei